# Coutures, Maine-et-Loire

Coutures este o comună în departamentul Maine-et-Loire, Franța. În 2009 avea o populație de 530 de locuitori.